# جير ريبيرو
جير ريبيرو (بالبرتغالية: Jair Ribeiro‏) هو اقتصادي برازيلي، ولد في 16 أكتوبر 1959.